# 暗纹条鳅
暗纹条鳅（学名：Nemacheilus obscurus）为鳅科条鳅属的鱼类。在中国，分布于青藏高原的华坪县金沙江水系等，主要生活于河流岸边浅水边。该物种的模式产地在泰国北部Angka山附近。

## 扩展阅读
維基物種上的相關：暗纹条鳅